# Mimameid
Mimameid (Mimameiðr) var i nordisk mytologi ett mytiskt träd, som i Fjǫlsvinnsmál omtalas breda sina grenar kring alla länder och bära ollon som frukt. Enligt mångas åsikt är Mimameid en efterbildning av världsträdet Yggdrasil, under vars ena rot Mimers brunn var belägen.
Trädet var immunt mot skador genom eld eller metall, bar frukt som hjälpte gravida kvinnor, och högst upp i toppen sitter tuppen Víðópnir. Mimameid nämns bara i dikten Fjölsvinnsmál i Eddan. På grund av likheten mellan båda träden, tror forskare att Mimameid kan vara ett annat namn för världsträdet Yggdrasil, och även stammen där Liv och Livtrasir sades finna en tillflyktsort under tiden för Ragnarök.